# Хлопці на хуторі
Хлопці на хуторі (англ. The Bowery Boys) — американська короткометражна кінокомедія Джорджа Ніколса 1914 року з Роско Арбаклом в головній ролі.

## У ролях
- Роско ’Товстун’ Арбакл — герой
- Чарльз Ейвері — чоловік
- Гордон Гріффіт
- Біллі Джейкобс